# Pseudozumia burmanica
Pseudozumia burmanica är en stekelart som först beskrevs av Charles Thomas Bingham.  Pseudozumia burmanica ingår i släktet Pseudozumia och familjen Eumenidae. Utöver nominatformen finns också underarten P. b. malayana.